# カルト・オブ・ザ・デッド・カウ
カルト・オブ・ザ・デッド・カウ（英: Cult of the Dead Cow、以降「cDc」とする）は、アメリカ合衆国ニューヨークに拠点を置くテキスト・ファイル・グループ（ハッカー集団）である。1984年6月にパック農場の屠畜場にて、グランドマスター・ラテ、フランケン・ジャイブ、シド・ヴィシャスら3人のシステムオペレーターによって設立された。

## 概要
| _ _ ((___)) [ x x ] \ / (' ') (U)                    |
| cDc の象徴的存在 である「死んだ牛」の アスキーアート |

cDcは、コンピューター・アンダーグラウンド界の中でも最も長期間活動し、また最も権威のあるテキスト・ファイル・グループの一つである。 1984年にテキサスのラボックで設立されてから現在も活動を継続しており、検閲反対のスタンスを取る。cDcはハッキングツールとしても流用ができるセキュリティツールの開発者でもあり（ツールはすべてフリーウェアである）、またインサイド・ジョークや都市伝説を織り交ぜた怪・珍文書の制作者でもある。
cDcを構成するメンバーは現在約20人で、その内訳には元コンピュータ・セキュリティの研究主任補佐、ハーバード大学の研究者、地方検事補、論理学の教授、映画制作者、テレビゲーム開発者、各方面のプログラマー、版画家、ミュージシャン、通貨トレーダー、および国連の元職員なども含まれている。彼らは「伝説のエリート」として他のハッカーたちから恐れられており、5年に1人といったペースでしか新メンバーの加入を認めていない。
現在cDcは12の組織を束ねており、名実ともに世界一のハッキング・グループといっても過言ではない。
ちなみに、彼らは自らを古代エジプトのソピアー（牛の女神）信仰までさかのぼるグノーシス教の末裔だと語る。ただこれはcDcを神格化するうえでのジョークであり、決して彼らが血統正しい者であることを示すものではない。
また、cDcが結成された屠畜場は若者のたまり場となっていたが、1996年に焼失してしまった。その後、焼け残った建物はハロウィーンのお化け屋敷としてしばらく使われていたが、2006年に西テキサスキャニオン野外音楽堂として再建された。

## 歴史
1990年12月、メンバーのドランクファックスはホホ・コン（クリスマスの前後に開催されるので、「クリスマス・コン(Xmas Con)」とも呼ばれる）を通してハッカー・カンファレンスに新たな風を送り込んだ。テキサス州ヒューストンで毎年開催されるこの会議は、初めて報道関係者や警察の参加を認めた画期的なものだった。彼は合計5回のホホ・コンを取り仕切った。
1991年、cDcは雑誌「Sassy」（「生意気な」という意味）によって「最も生意気なアンダーグラウンド・コンピュータ・グループ」という称号を与えられた。また、1991年には、私書箱を通してカセットテープの音楽を配信することも始めた。多くのアルバムは現在オンラインで入手できる。
1994年10月、cDcはネットニュースを設立し、これによって世界で初めて独自のネットニュースを持つハッキング・グループとなった。この年の12月、cDcは「吹き矢を使用してレーガン元大統領をアルツハイマー病に陥れた」との犯行声明を発表した。
1995年、cDcはサイエントロジーに宣戦を布告した。その布告文とは
| 「 | われわれはL・ロン・ハバードは間違いなくナチス親衛隊のヒムラーと同じものであると信じる。彼はアルゼンチンへ逃亡しているが、彼は病院から幼児を誘拐したこと、及び残忍な革命行為によるアメリカ合衆国政府転覆のためその幼児たちを「超戦士」に育成していることについて責任を取るべきである。われわれはわれらの地にサイエントロジーの圧制が万力のような支配力によって「第四帝国」を建設することを大いに危惧する。 | 」 |

というものだった。
1997年、まだネット上のオーディオファイル配信が一般的ではなかったころ、cDcは独自のMP3形式音楽の配信を同グループのウェブサイト上で開始した。
2000年2月、cDcは11分のドキュメンタリー映画「ディスインフォメーション」のテーマになった。また同月、メンバーのマッジがビル・クリントン大統領（当時）に対し、インターネット上のセキュリティについての要点をアドバイスしている。

## cDcコミュニケーションズ
cDcコミュニケーションズ はcDcの上部組織である。cDcはcDcコミュニケーションズの下に位置する3組織のうちの一つに過ぎない。ほかの二つとは、ニンジャ・ストライク・フォースとハクティビズモである。

### ニンジャ・ストライク・フォース
1996年、cDcは「忍者」のグループを結成したと発表した。この新グループ「ニンジャ・ストライク・フォース」（以下NSF）は、オンライン・オフライン両面におけるcDcの目標を達成するために設立された。さらに、cDcは2004年にNSF Dojo（NSF道場）を開設した。また、NSFメンバーはラジオ局の運営も行っており、「ハッカー・コン」でのプレゼンの録音や音楽番組など、幅広いジャンルの番組を放送している。NSFメンバー権は、cDc支援者の中でも大規模な援助をする個人に授与される。メンバーは彼ら自身の能力、才能、技能によって評価される。ただし、もともとcDcは既成のヒエラルキー制度を嫌っており、NSFの創設自体が手の込んだジョークであるとも解釈できる。
2006年には、彼らのサイトが立ち上げられた。

### ハクティビズモ
1999年末、cDcはcDcコミュニケーションズ傘下の独立したグループであるハクティビズモを発足させた。このグループはインターネット上における人権を促進するため、反検閲技術の確立を目的として設立された。ハクティビズモの信条は「ハクティビズモ宣言」に記されており、同宣言では世界人権宣言と自由権規約をインターネット上においても適用するよう求めている。ハクティビズモの宣言は情報へのアクセス権を基本的人権として含んでいる。この組織は秘密の価値におけるクリティカル・アート・アンサンブル（CAE）の信条をある程度共有しているものの、CAEと「ハクティビスト」達の反抗には異議を唱えている。その代わりに、cDcのモデルは「破壊的従順性」である。つまり、「破壊的」は破壊的技術、すなわち急速な影響力を持つ技術を意味し、「従順性」はインターネットの建設的・開放的で自由な情報の流れを表している。
また、ハクティビズモは独自のソフトウェアライセンスであるHacktivismo Enhanced-Source Software License Agreementを書いている。彼らの活動は、抑圧者に違法行為の権限を与えるというよりは（個人または公共の）抑圧者への攻撃を可能にするソフトウェアの開発に焦点が置かれている。cDcはオープンコードがハクティビズムのリングワ・フランカとなり、戦争ではなく平和をもたらすことを願っている。
この宣言が策定されていない間は、cDcの"Waging of Peace on the Internet"が技術解放運動家間の反対者同士を取り持っていた。

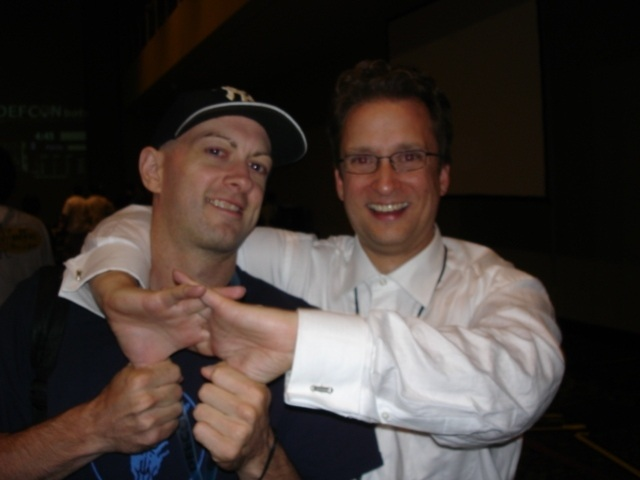
グランドマスター・ラテとマッジ、2006年8月14日、デフ・コンにて

### 他グループとの連携
cDcコミュニケーションズは上記3つのグループの他に、いくつかの組織と提携を結んでいる。それにはL0phtも含まれ、創始メンバーのホワイト・ナイト、カウント・ゼロ、最終メンバーのディルドッグ、マッジは全員cDcのメンバーでもある。さらに、ナイトストーカーはYIPL/TAPのメンバーであった上に、マインドヴォックスの創始メンバーかつリージョンズ・オブ・ドゥーム元メンバーであり、サクラメント・オブ・トランジション現メンバーの一人であるロード・デジタルもcDcメンバーである。レッド・ナイトはマスターズ・オブ・ディセプション元メンバー、レイド・フレミングはソイレント・コミュニケーションズの元メンバーでもある。また、ラッド・マンはNSF現メンバーだが、彼はアシッド・プロダクションズ創設者でもあり、マーク・ヒンジはイギリスのハッカー組織「シンジケート・オブ・ロンドン」の創設メンバーでもある。フラックもNSFメンバーだが、ソウルズ・アット・ゼロの副創設者でもある。ヤコブ・アッペルバウムはモノクロームの公式大使を務めており、マッジは後に、内部告発を看取するためのCINDERへプログラムのマネジメントに訪れている。

## 電子出版
1980年代、cDcはBBSにおいて有名なオンラインマガジンの著作者として知られていた。cDcは電子出版を発明したのは自分たちだと主張しているが、実際のところこれを証明することも反証することも困難である。
彼らのオンラインマガジンはたびたび彼ら自身に対する非難の火種ともなった。保守的論調で有名なFOXニュースのジェラルド・リベラは「コンピュータ犯罪」と題された番組の中で彼らを「精神異常者のかたまり」と表現し、「悪魔とのセックス」という記事を書いた彼らを非難した。

## ハクティビズム
1998年、メンバーのオメガが「ハクティビズム」という新語を作り出した。cDcはこの時から「ハクティビズム運動」の活動を開始した。

### ホンコン・ブロンド
1990年代末、cDcは中国の反体制グループ、「ホンコン・ブロンド」と共同で活動すると発表した。ホンコン・ブロンドの目標は、中国国民が検閲のない情報にアクセスできるよう国内のコンピュータ・ネットワークを破壊することだった。ホンコン・ブロンドはほぼ間違いなく世界最初のハクティビスト団体のひとつで、cDcは同団体に暗号解読技術などをアドバイスした。cDcは1998年12月、正式にホンコン・ブロンドと提携した。

### サイバー戦争
1999年1月7日、cDcはイラクと中国のネット検閲に反対する国際的なハッカー連合体に加入した。

### ミロシェヴィッチ裁判
パトリック・ボールが2002年に旧ユーゴスラビア国際戦犯法廷で裁判中のころ、スロボダン・ミロシェヴィッチがボール氏にcDcとの関係について尋ねた。ボール氏は2001年のデフ・コン9にてcDcがスポンサーをしていたハクティビズム審査員の一人だったことを明かした。

### Goolag キャンペーン
2006年初めに、cDcはグーグルが中国当局の検閲命令に従うと決定したことに抗議して、「グーラグ（ソ連の強制労働収容所・矯正収容所、グラグのもじり）」キャンペーンを立ち上げた。同キャンペーンはグーグルのロゴのパロディーを用い、「グーラグ：検閲の輸出、一回の検索で一個の検索結果」を標語とした。cDcはTシャツなどの関連グッズを作り、その全ての利益を中国の人権問題援助のために寄付した。
スチューデンツ・フォー・フリーチベットは2006年2月14日にインドのダラムサラで反グーグル集会を開き、多様なグーグル・ロゴのパロディを使って抗議したが、その際にcDcの「グーラグ」ロゴも使われた。その後cDcはプレスリリースを発行し、その中でマイクロソフト、ヤフー、グーグル、シスコシステムズを「四大ギャング」と表現し、各社の中国政府のインターネットにおける指針に対する追従を非難した。また、アメリカ合衆国議会もこのプレスリリース中に登場し、こきおろされている。このプレスリリースは「議会はセンズリ、四大ギャングは合羽を探す（"Congress jerks off, gang of four reach for raincoats"）」という（かなり趣味の悪いユーモアの効いた）名前が付けられていたが、瞬く間に多くのメディアに取り上げられ、短縮版（タイトルは「cDcが中国のネット検閲に反対するキャンペーンを開始」に改変）がPR Webによって配布された。
その他、CDC以外のハクティビズムは、項目参照。

## ソフトウェア
cDcはハッカーとシステム管理者双方向けのソフトウェアをリリースしている。その多くがコンピュータセキュリティに関連するもので、「ハッカーツール」とも呼べるものである。

### The Automated Prayer Project
ジャバマンによって書かれた「オートメイティッド・プレイヤー・プロジェクト」はサン・マイクロシステムズのUltra5を接続したVT420ターミナルで、連続して起動しているプログラムを表示するものだった。変調レートの限界は9600ボー。プログラム自体がロザリオの周りを回り、30秒に一度「祈り」の言葉を表示する。各「祈り」はUDPを通してインターネット上のランダムなコンピュータのランダムなポートに送りつけられる。

### Back Orifice
Back Orifice（よくBOと略される）はリモートシステム管理を目的としたプログラムである。Microsoft Windowsが稼動しているコンピューターを遠隔地から操作することができる。"Back Orifice"（「後ろの穴」）という名前はMicrosoft BackOffice Serverをもじったもの。cDcは「このプログラムの目的はマイクロソフトのWindows 98のセキュリティ上の脆弱性を示すためのものだった」と主張している。

### Back Orifice 2000
Back Orifice 2000 （よくBO2kと略される）は前述のバック・オリフィスに似た機能を持つプログラムである。このプログラムは1999年7月10日に開催されたデフ・コン7で初めて登場し、ディル・ドッグによって書かれたものである。BOは動作環境がWindows 95とWindows 98に限られていたが、BO2kはWindows NT、Windows XP、Windows 2000の三つに対応しており、中にはLinuxでBO2kを使用しているユーザーもいた。このソフトはフリーウェアで、2007年には改良版がリリースされた。

### Camera/Shy
Camera/Shy はHacktivismo初のリリースだった。2002年のホープ・コン2k2にてデビューし、ステガノグラフィーツールとして高い評価を受けた。

### NBName
NBName はDoS攻撃用のツールで、Windowsを使用するコンピュータのNetBIOSを使用不能な状態に陥れることができる。Sir Dysticによって書かれ、2000年7月29日にラスベガスで開かれたデフ・コン8で発表された。

### ScatterChat
ScatterChatはPidginを基として暗号化されたインスタントメッセージクライアントだった。Hacktivismoからのリリースとなる。J.サルバトーレ・テスタによって書かれ、2006年7月22日にニューヨークで開かれたホープ・コン9で発表された。このプログラムはオニオンルーティングのTorと同等の暗号化技術と通信秘匿性を持っている。

### The Six/Four System
The Six/Four SystemはMixterによって書かれたネットワークプロキシ。このソフトウェアが米国商務省からハッカー団体として初めて「優れた暗号化技術の輸出に当たる」と認可されたことで、cDcは一躍有名になった。

### SMBRelay and SMBRelay2
SMBRelay、SMBRelay2はWindowsを使用するユーザーに対して中間者攻撃を可能にするプログラムである。Sir Dysticによって書かれ、2001年5月21日アトランタで開かれた@lantaconコンベンションで発表された。

### Torpark
XeroBank Browser （旧称Torpark）はMozilla FirefoxをTorで暗号化した改変プログラムである。 
TorparkはUSBメモリのようなリムーバブルメディアでの使用を意図して作られたものだったが、実際にはあらゆる種類のハードディスクドライブで使用が可能であった。cDcは2006年9月19日、Topletz v.1.5.0.7をリリースした。

## 余談
ちなみに、cDcのホームページにはフェイスブックやツイッターなどのリンクと並んで英語版ウィキペディアのリンクが張ってある。このページはL0pht Heavy Industriesのドメインを持つ利用者も編集している。

## 註
1. ↑  内訳はHacktivismo, Ninja Strike Force, L0pht, Mindvox, Legion of Doom, Masters of Deception, YIPL/TAP, Soylent Communications, Sacrament of Transition, Hong Kong Blondes, ACiD Productions, Soulz at Zeroの12団体。
2. ↑  Fleming, Reid. "Official cDc Press Release Concerning President Reagan." CULT OF THE DEAD COW Issue Number 281, November 1, 1994. Retrieved April 20, 2006.
3. ↑  Swamp Ratte. "Statement Concerning the 'Church' of Scientology." CULT OF THE DEAD COW Press Release, June 4, 1995. Retrieved June 14, 2006.
4. ↑  Leyden, John. "Critics split over DDoS attacks on Scientology." The Register（英語版）, January 25, 2008. Retrieved January 29, 2008.
5. ↑  cDc communications. "'Kingpin' by Weasel-MX." cDc Paramedia Audio #1, June 27, 1997. Retrieved April 20, 2006.
6. ↑  Young, Steve, Major Garrett, and the Associated Press. "Clinton fights hackers with a Hacker." CNN Online 15 February 2000 retrieved 20 April 2006
7. ↑  cDc communications. "Press Release." CULT OF THE DEAD COW Press Release, October 22, 1996. Retrieved April 20, 2006.
8. ↑  "The Hacktivismo Declaration - International bookburning in progress." July 4, 2001. Retrieved July 20, 2006.
9. ↑  "Waging Peace on the Internet."
10. ↑  
Darpa’s Star Hacker Looks to WikiLeak-Proof Pentagon, Spencer Ackerman, Wired, August 31, 2010, retr 2011 12 5
11. ↑  Psycoe. "Sex with Satan." CULT OF THE DEAD COW Issue Number 40, February 7, 1988. Retrieved June 29, 2007.
12. ↑  "Computer Vice." Geraldo episode, April 17, 1994. Referenced here and here, both retrieved July 24, 2006.
13. ↑  Delio, Michelle. "Hacktivism and How It Got Here." Wired News, July 14, 2004. Retrieved April 20, 2006.
14. ↑  Hesseldahl, Arik. "Hacking for Human Rights?." Wired News July 14, 1998. Retrieved July 19, 2006.
15. ↑  McKay, Niall. "China: The Great Firewall." Wired News December 1, 1998. Retrieved July 19, 2006.
16. ↑  Ruffin, Oxblood（英語版）. "The Longer March." CULT OF THE DEAD COW Issue Number 356, July 15, 1998. Retrieved July 19, 2006.
17. ↑  Ruffin, Oxblood（英語版）. "Chinese Checkers." CULT OF THE DEAD COW Issue Number 361, December 23, 1998. Retrieved July 19, 2006.
18. ↑  cDc communications. "It's splitsville for the cult of the dead cow and the Hong Kong blondes." CULT OF THE DEAD COW Press Release, December 15, 1998. Retrieved July 19, 2006.
19. ↑  2600 The Hacker Quarterly, Chaos Computer Club, CULT OF THE DEAD COW, !Hispahack, L0pht Heavy Industries, Phrack, and Pulhas. "Hackers on planet earth against infowar." Press Release, January 7, 1999. Retrieved April 20, 2006.
20. ↑  Macki. "milosevic and the cDc." Politech listserv, March 17, 2002. Retrieved April 20, 2006.
21. ↑  Krass Katt. "cDc launches global campaign against Google." CULT OF THE DEAD COW blog post, February 12, 2006. Retrieved July 19, 2006.
22. ↑  Jardin, Xeni（英語版）. "Hacktivists parody Google logo for protest, China human rights fundraiser." Boing Boing（英語版） blog post, February 12, 2006. Retrieved July 19, 2006.
23. ↑  Dach, Clayton. "The Good, the Bad and the Google." AdBusters #65, May–June 2006. Online edition retrieved October 19, 2006.
24. ↑  Krass Katt. "Goolag/Google protest in Dharamsala." CULT OF THE DEAD COW blog post, February 14, 2006. Retrieved July 19, 2006.
25. ↑  Ruffin, Oxblood（英語版）. "Congress jerks off, gang of four reach for raincoats." CULT OF THE DEAD COW Press Release, February 15, 2006. Retrieved July 19, 2006.
26. ↑  Ruffin, Oxblood（英語版）. "CULT OF THE DEAD COW (cDc) Launches Campaign Against Internet Censorship in China." CULT OF THE DEAD COW Press Release, February 16, 2006. Retrieved July 19, 2006.
27. ↑  cDc communications. "Back Orifice Press Release." CULT OF THE DEAD COW Press Release, July 21, 1998. Retrieved April 20, 2006.
28. ↑  cDc communications. "Back Orifice 2000 Press Release." CULT OF THE DEAD COW Press Release, July 10, 1999. Retrieved April 20, 2006.
29. ↑  "Hacktivismo Launches ScatterChat for Secure, Private Communication." CULT OF THE DEAD COW/Hacktivismo press release, July 21, 2006. Retrieved July 24, 2006.
30. ↑  Tectonic staff, "Secure messenger to guard against totalitarian governments." Tectonic, July 21, 2006. Retrieved July 24, 2006.
31. ↑  Doctorow, Cory, "ScatterChat: anonymous, secure chat." Boing Boing blog post, July 22, 2006. Retrieved July 24, 2006.
32. ↑  LaCroix, Norman E. "Hacktivismo_DoC_BIS.pdf." United States Department of Commerce, January 2003. Retrieved April 20, 2006.
33. ↑  "Hacktivismo Releases Torpark for Anonymous, Portable Web Browsing." CULT OF THE DEAD COW/Hacktivismo press release, September 19, 2006. Retrieved September 19, 2006.
34. ↑  "Free anonymising browser debuts." BBC News Online, September 20, 2006. Retrieved September 22, 2006.
35. ↑  Broersma, Matthew. "Activists unveil stealth browser." ZDNet, September 22, 2006. Retrieved September 22, 2006.